# 1920-as magyar birkózóbajnokság
Az 1920-as magyar birkózóbajnokság a tizennegyedik magyar bajnokság volt. Ettől az évtől kezdve a bajnokságot a Magyar Birkózó Szövetség írja ki. A bajnokságot június 12. és 14. között rendezték meg Budapesten, az Angol Park Sportarénában, majd az Amerikai úti Testvériség pályán.

## Eredmények
| Versenyszám | Arany                          | Arany | Ezüst                       | Ezüst | Bronz                        | Bronz |
| ----------- | ------------------------------ | ----- | --------------------------- | ----- | ---------------------------- | ----- |
| Pehelysúly  | Pongrácz József Budapesti AK   |       | Szirmai Árpád Budapesti AK  |       | Szoszky András Törekvés SE   |       |
| Könnyűsúly  | Radvány Ödön Budapesti AK      |       | Péter Rezső Ferencvárosi TC |       | Székely Károly Budapesti AK  |       |
| Középsúly A | Breznotich Miklós Budapesti AK |       | Gerbics Miklós Húsiparos SC |       | Szalai Albert Munkás TE      |       |
| Középsúly B | Miskey Árpád Budapesti AK      |       | Jankó István Testvériség SE |       | Dömény István Testvériség SE |       |
| Nehézsúly   | Fischer Tibor MAFC             |       | Zemkó János Szegedi AK      |       | Mojtek István Munkás TE      |       |